# Sylvester Morand
Sylvester Morand (geb. vor 1966 in den USA) ist ein britischer Schauspieler.

## Leben
Sylvester Morand wurde in den Vereinigten Staaten geboren. Als Theaterschauspieler trat er unter anderen am Royal Lyceum Theatre in Edinburgh auf. Sein Filmdebüt bestritt er 1966 in einer Episodenrolle der Fernsehserie The Wednesday Play. Bekannt wurde er durch die Rolle des Nikolai Rostov in der BBC-Serie Krieg und Frieden (War & Peace), die zwischen 1972 und 1973 erstausgestrahlt wurde. Im deutschsprachigen Raum ist Sylvester Morand durch Darstellungen in Die Liga der außergewöhnlichen Gentlemen und der Jane Austen Verfilmung Stolz und Vorurteil bekannt. Zuletzt stand er 2009 in einer kleinen Nebenrolle für den Film Agora – Die Säulen des Himmels vor der Kamera.
Sylvester Morands Bruder Timothy Morand ist ebenfalls als Schauspieler tätig. Sylvester Morand, der seinen Wohnsitz im Londoner Stadtbezirk West Hampstead hat, ist mit der 1935 in Wien geborenen Schauspielerin Susan Engel verheiratet.

## Filmografie (Auswahl)
- 1966: The Wednesday Play (Fernsehserie, Episodenrolle)
- 1969: The Troubleshooter (Fernsehserie, Episodenrolle)
- 1970: Callan (Fernsehserie, Episodenrolle)
- 1972–1973: Krieg und Frieden (War & Peace) (Fernsehserie, 10 Episoden)
- 1973: Embryo des Bösen (And Now the Screaming Starts!)
- 1980: Die Profis (The Professionals, Fernsehserie, Episodenrolle)
- 1982: I Remember Nelson (Fernsehserie)
- 1983: Jim Bergerac ermittelt (Bergerac) (Fernsehserie, Episodenrollen)
- 1996: Gullivers Reisen (Gulliver's Travels) (Fernsehfilm)
- 1996: Die Scharfschützen – Todfeinde (Sharpe's Siege) (Fernsehreihe)
- 1998: Inspektor Wexford ermittelt (Ruth Rendell Mysteries, Fernsehserie, 3 Episoden)
- 2003: Die Liga der außergewöhnlichen Gentlemen (The League of Extraordinary Gentlemen)
- 2005: Stolz und Vorurteil (Pride & Prejudice)
- 2006: Rom und seine großen Herrscher (Ancient Rome: The Rise and Fall of an Empire)
- 2007: Wintersonnenwende – Die Jagd nach den sechs Zeichen des Lichts (The Seeker: The Dark is Rising)
- 2009: Agora – Die Säulen des Himmels (Agora)